# Тишен
Тишен (нем. Tieschen) — ярмарочная коммуна (нем. Marktgemeinde) в Австрии, в федеральной земле Штирия. 
Входит в состав округа Зюдостштайермарк.  Население составляет 1379 человек (на 31 декабря 2005 года). Занимает площадь 18 км². Официальный код  —  61518.

## Политическая ситуация
Бургомистр коммуны — Мартин Вебер (СДПА) по результатам выборов 2005 года.
Совет представителей коммуны (нем. Gemeinderat) состоит из 15 мест.
- СДПА занимает 10 мест.
- АНП занимает 5 мест.